# Óscar Fernández
Óscar Fernández-Vigil, (* 15. květen 1978 Španělsko) je bývalý reprezentant Španělska v judu a sambu.

## Sportovní kariéra
Nominační souboje na velké turnaje sváděl s krajanem Etxartem. Na jeho úkor se během své vrcholové kariéry na olympijské hry nepodíval. Mezi olympijskými roky patřil k špičkovým evropským zápasníkům judo. Věnoval se jak judu tak příbuznému sportu sambu, ve kterém získal v roce 2010 bronzovou medaili na mistrovství Evropy. V Áviles vede judistickou (zápasnickou) akademii.

## Výsledky
| Turnaj             | 1997 | 1998 | 1999 | 2000 | 2001 | 2002 | 2003 |
| ------------------ | ---- | ---- | ---- | ---- | ---- | ---- | ---- |
| Mistrovství světa  | dns  | -    | dns  | -    | úč.  | -    | dns  |
| Mistrovství Evropy | dns  | dns  | dns  | dns  | 3.   | dns  | úč.  |
| ME juniorů         | 5.   | -    | -    | -    | -    | -    | -    |